# Otto Mangold
Otto August Mangold (* 6. November 1891 in Auenstein; † 2. Juli 1962 in Heiligenberg) war ein deutscher Zoologe.

## Leben
Mangold studierte Naturwissenschaften (besonders Zoologie) an den Universitäten Tübingen, Rostock und Freiburg. Während des Studiums wurde er Mitglied der Burschenschaft Palatia Tübingen im ADB. 1919 wurde er bei Hans Spemann zum Dr. phil. promoviert, anschließend wurde er dessen wissenschaftlicher Assistent.
Mangold war ab 1923 als Privatdozent Leiter der Abteilung Entwicklungsphysiologie am Kaiser-Wilhelm-Institut für Biologie in Berlin. Ab 1924 war er Privatdozent, ab 1929 außerordentlicher Professor für Zoologie an der Universität Berlin.
Ab 1933 war er Ordinarius für Zoologie und vergleichende Anatomie an der Universität Erlangen. Mangold trat 1934 dem NS-Lehrerbund und zum 1. August 1935 trotz der Aufnahmesperre der NSDAP bei (Mitgliedsnummer 3.687.891), wobei ihn der nationalsozialistische Universitätsrektor Fritz Specht folgendermaßen beurteilte: „Für eine nationalsozialistische Hochschule begehrenswert“. Im selben Jahr wurde Mangold auch Mitglied des NS-Dozentenbundes und des NS-Altherrenbundes.
Von 1937 bis 1945 war Mangold als Nachfolger von Hans Spemann ordentlicher Professor für Zoologie an der Albert-Ludwigs-Universität Freiburg, wo er von 1938 bis 1940 auch Rektor war. Am 27. Juli 1942 unterzeichnete er, unter anderem zusammen mit Hermann Weber, einen Brief an die Reichskanzlei, in dem der Vorstand alle staatlichen Maßnahmen angesichts „der ungeheuren Schärfe des Kampfes des Judentums gegen das deutsche Volk“ billigte. Im Jahr 1940 wurde er zum Mitglied der Leopoldina gewählt. 1942 war er Präsident der Deutschen Zoologischen Gesellschaft.
1945 wurde Mangold in Freiburg entlassen und mit Lehrverbot belegt. Ab 1946 war er Mitbegründer und Leiter der entwicklungsphysiologischen Abteilung und Direktor des Heiligenberg-Instituts für Experimentelle Biologie in Heiligenberg (Baden), eines Instituts, das unter der Schirmherrschaft des Fürstenhauses Fürstenberg eingerichtet worden war. 1953 erfolgte seine Emeritierung als Professor.
Mangold widmete sich besonders dem Problem der Determination embryonaler Zellen.
Er war mit Hilde Pröscholdt, einer engen Mitarbeiterin Spemanns und Mitentdeckerin des Spemann-Organisators, verheiratet.
Die Gesellschaft für Entwicklungsbiologie verlieh bis 2009 für besondere Verdienste auf diesem biologischen Fachgebiet den Otto-Mangold-Preis.

## Schriften (Auswahl)
- Hans Spemann. Ein Meister der Entwicklungsphysiologie. Sein Leben und sein Werk. In: Große Naturforscher. Band 11. Wissenschaftliche Verlagsgesellschaft, Stuttgart 1953.[4]
- Hans Spemann. Der Erfinder der embryonalen Mikrochirurgie, ein Meister der Entwicklungsphysiologie. In: Forscher und Wissenschaftler im heutigen Europa. 2. Mediziner, Biologen, Anthropologen. Hgg. Hans Schwerte & Wilhelm Spengler. Reihe: Gestalter unserer Zeit Bd. 4. Stalling, Oldenburg 1955, S. 228–236 (Die Hgg. waren ehemalige SS-Kader)